# Köpings landsförsamling
Köpings landsförsamling var en församling i Västerås stift i nuvarande Köpings kommun. Församlingen uppgick 1920 i Köpings församling.
Församlingskyrka var Köpings kyrka.

## Administrativ historik
Församlingen har medeltida ursprung under namnet Köpings församling. 1474 utbröts Köpings stadsförsamling och denna kvarvarande del namnändrades till Köpings landsförsamling. Församlingen uppgick med Köpings stadsförsamling i Köpings församling 1920. Församlingen bildade ett gemensamt pastorat med stadsförsamlingen som även bestod av Kungs-Barkarö församling före 1867.